# 5 Orionis
5 Orionis (5 Ori) è una stella visibile nella costellazione di Orione, a sud-est di Aldebaran, nell'asterismo dello scudo di Orione. La stella appare come un oggetto di magnitudine 5,33 e forma una doppia visuale con π5 Orionis. Dista circa 638 anni luce dal Sole.
La stella è una gigante rossa, appartenente alla classe spettrale M1III.È sospetta di essere una stella variabile, la sua luminosità varia tra 5,32 e 5,35 magnitudini